# Astricon
Astricon — официальная конференция пользователей и разработчиков Asterisk. Конференция проводится начиная с 2004 года, во время события проводятся встречи разработчиков, обсуждения перспектив отрасли, выставки и многое другое. Главным организатором является компания Digium, разрабатывающая Asterisk. Спонсорами выступают такие компании как Aastra, Polycom, Linksys и другие.

## Места проведения
| Год  | Время          | Место проведения       |
| ---- | -------------- | ---------------------- |
| 2009 | 24—28 сентября | США, Глендейл          |
| 2008 | 23—25 сентября | США, Глендейл          |
| 2007 | 24—28 сентября | США, Финикс            |
| 2006 | 24—27 октября  | США, Даллас            |
| 2006 | 26—27 июня     | Великобритания, Лондон |
| 2006 | 22—23 июня     | Франция, Париж         |
| 2006 | 19—20 июня     | Германия, Берлин       |
| 2005 | 12—14 октября  | США, Анахайм[какой?]   |
| 2005 | 15—17 июня     | Испания, Мадрид        |
| 2004 | 22—24 сентября | США, Атланта           |